# Mayra Vila
Mayra Vila (ur. 5 czerwca 1960) – kubańska lekkoatletka, która specjalizowała się w rzucie oszczepem.
W 1983 zajęła 12. miejsce podczas mistrzostw świata oraz zdobyła srebrny medal igrzysk panamerykańskich. Dwa razy stawała na drugim stopniu podium mistrzostw Ameryki Środkowej i Karaibów (w 1979 i 1981 roku). W latach 1979–1983 zdobyła trzy brązowe krążki uniwersjad. Dwukrotnie poprawiała rekord Kuby w rzucie oszczepem doprowadzając go najpierw do poziomu 68,76 w 1983 roku, a później do rezultatu 70,14 dwa lata później. Rekord życiowy: 70,14 (stary model oszczepu, 14 czerwca 1985, Madryt).